# أوبانييل (محطة مترو أنفاق مدريد)
أوبانييل (بالإسبانية: Opañel) هي محطة مترو أنفاق في مدريد في إسبانيا، تقع على الخط رقم 6.